# Espacio vectorial simpléctico
En matemáticas, se llama espacio vectorial simpléctico a un espacio vectorial junto con una forma bilineal antisimétrica no degenerada, lo que da lugar a una estructura geométrica análoga a la planteada en los espacios Euclideos mediante las formas bilineales simétricas positivas y no degeneradas, pero con características propias derivadas de la antisimetría. De forma más precisa, consiste en una pareja {\displaystyle (V,\omega )}, donde {\displaystyle V} es un espacio vectorial de dimensión finita sobre un cuerpo {\displaystyle \mathbb {K} } (normalmente {\displaystyle \mathbb {R} } o {\displaystyle \mathbb {C} }) y {\displaystyle \omega } es una forma bilineal antisimétrica no degenerada. Esto último quiere decir que {\displaystyle \omega :V\times V\rightarrow \mathbb {K} } debe ser 
- Bilineal: para vectores {\displaystyle u,v,w\in V}y para {\displaystyle k\in \mathbb {K} }

- Antisimétrica:  para vectores {\displaystyle u,v\in V}

- No degenerada: si {\displaystyle \forall w\in V} se tiene {\displaystyle \omega (v,w)=0},  entonces {\displaystyle v=0}.

Puede demostrarse que esta última condición obliga a que el espacio vectorial sea de dimensión par.
El estudio de estos espacios da lugar a la llamada geometría simpléctica lineal y a partir de ellos pueden definirse las llamadas estructuras simplécticas en variedades diferenciales, lo que da lugar a las variedades simplécticas, que son el objeto de estudio de la geometría simpléctica y de la topología simpléctica.
El término simpléctico (del griego συµπλεκτικoς, "que entrelaza) fue utilizado por primera vez en los trabajos del matemático Hermann Weyl que lo introdujo con el fin de evitar confusiones con el término complejo (del mismo significado, pero con origen en el latín).